# Marsyas

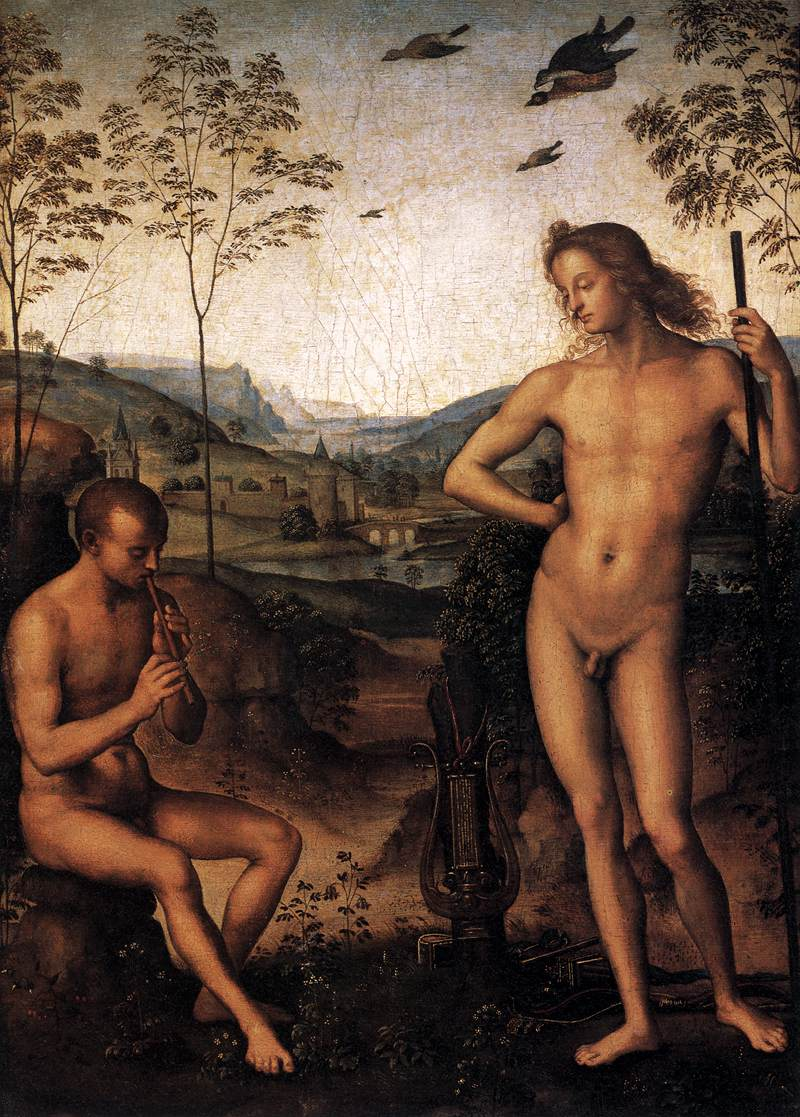
Perugino: Apoll und Marsyas, 1495–1500, Louvre, Paris

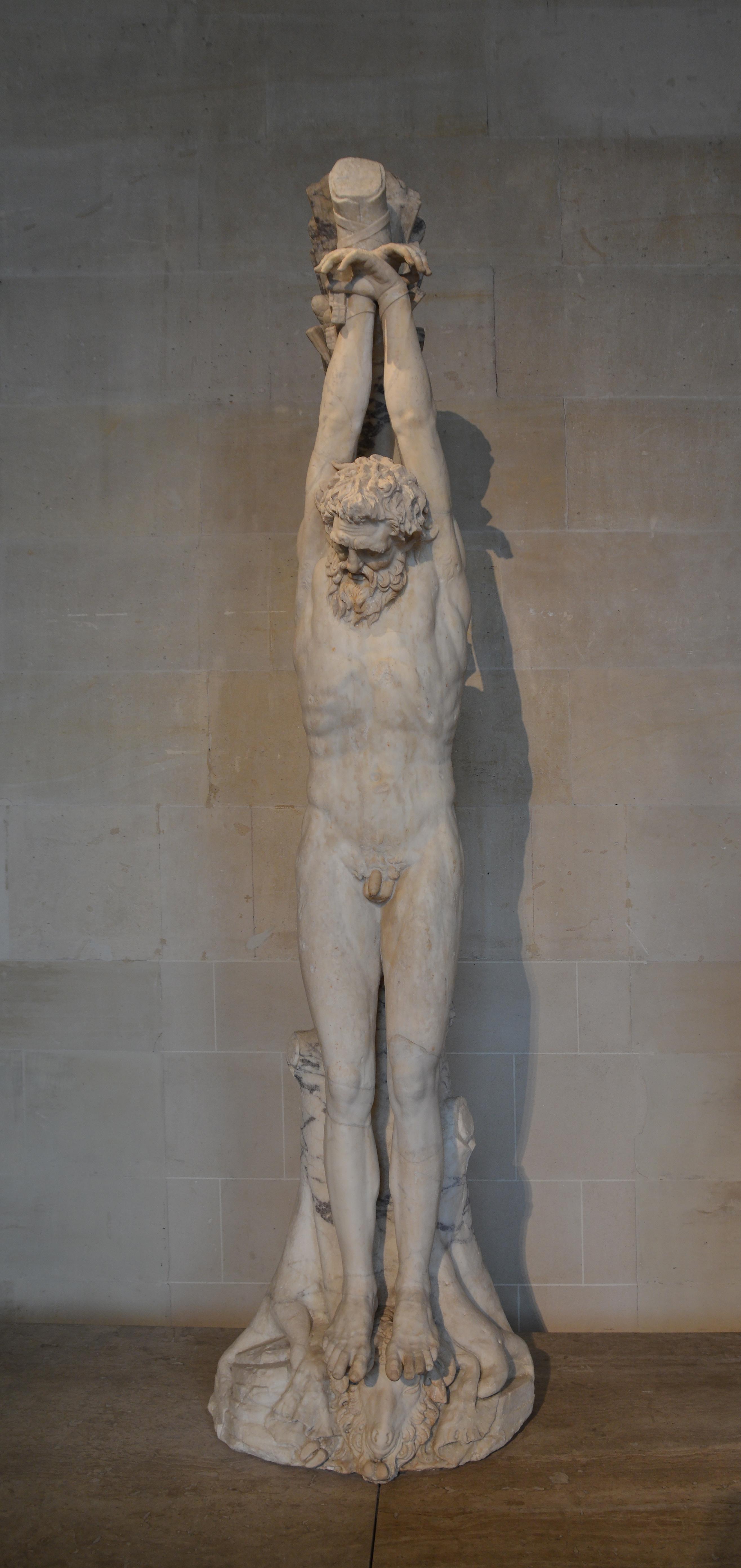
Der geschundene Marsyas (Louvre)

Marsyas (altgriechisch Μαρσύας Marsýas, lateinisch und deutsch ‚Mársyas‘) ist eine Gestalt der griechischen Mythologie. Er ist ursprünglich der Flussgott des gleichnamigen Flusses, der bei Kelainai entspringt, einer im Altertum blühenden Stadt im südlichen Phrygien an den Quellen des Mäander. In der griechischen Mythologie ist er ein Satyr (oder Silen), ein halbgöttliches Wesen, Sohn des Hyagnis, Begleiter der Kybele. Verschiedene antike Autoren variieren die mit ihm verbundenen Sagen, so etwa Herodot (7,26) oder Ovid (Metamorphosen 6,382-400).

## Mythos
Neben verschiedenen anderen Varianten des Marsyas-Mythos ist folgende eine vielleicht ursprüngliche: Athene als Göttin der Erfindungsgabe und Weisheit erfand nach der Enthauptung der Gorgone Medusa die Aulos genannte Doppelflöte sowie eine bestimmte Melodie, die die Totenklage der Euryale, der Schwester Medusas, nachahmte. Als sie aber beim Spiel ihr Gesicht in einem Wasser gespiegelt sah und bemerkte, dass das Spielen des Instruments ihr Gesicht entstellte, warf sie die Flöte fort. Marsyas, der als Begleiter der rasenden und Trommeln schlagenden Kybele durch Phrygien zog, fand das Instrument, erlernte dessen Spiel und war schließlich so von seiner Kunst überzeugt, dass er Apollon zum Wettkampf forderte. Die Musen, welchen das Schiedsamt zufiel, sahen zunächst Marsyas als den Überlegenen an. Als jedoch Apollo seinem Kitharspiel noch den Gesang hinzufügte, konnte dieser als Sieger hervorgehen. Apollon hängte Marsyas zur Strafe für den Frevel, ihn herausgefordert zu haben, an einer Fichte (dem heiligen Baum der Kybele) auf. Dem aufgehängten Satyr wurde bei lebendigem Leib die Haut abgezogen. Aus seinem Blut entsprang der gleichnamige Fluss Marsyas.
Palaiphatos berichtet: „Ich selbst sah den Fluss in Phrygien, der nach ihm benannt ist. Und die Phryger sagen, daß der Fluss aus dem Blut des Marsyas entstand.“ Herodot (5. Jh. v. Chr.) schreibt: „In der Stadt Kelainai hängt auch die Haut des Satyrn Marsyas. Diese hat nach der Sage der Phrygier Apollon dem Marsyas abgezogen und hier aufgehängt.“ Ähnlich Xenophon (4. Jh. v. Chr.): „Hier soll Apollon dem Marsyas, nachdem er ihn im Wettstreit besiegte, die Haut abgezogen und sie in der Quellgrotte aufgehängt haben. Darum heißt der Fluss Marsyas.“
Mit einiger Wahrscheinlichkeit, auch im Vergleich mit dem Fluss des Midas-Mythos, der nachweislich goldhaltig ist, war der Marsyas ein eisenoxidhaltiger kleiner Bach oder Fluss, dessen rote Farbe mit Blut und also mit einem „göttlichen Gericht“ der Vorzeit verbunden wurde. Das Ausmaß dieses „Blutstroms“ könnte mit einer entsprechend großen Verletzung assoziiert worden sein, wie es das Abziehen oder Schinden der Haut von Tieren illustriert (die Strafe des Schindens ist für den antiken griechischen Raum nicht belegt, war aber im alten Orient gängig).

## Deutung

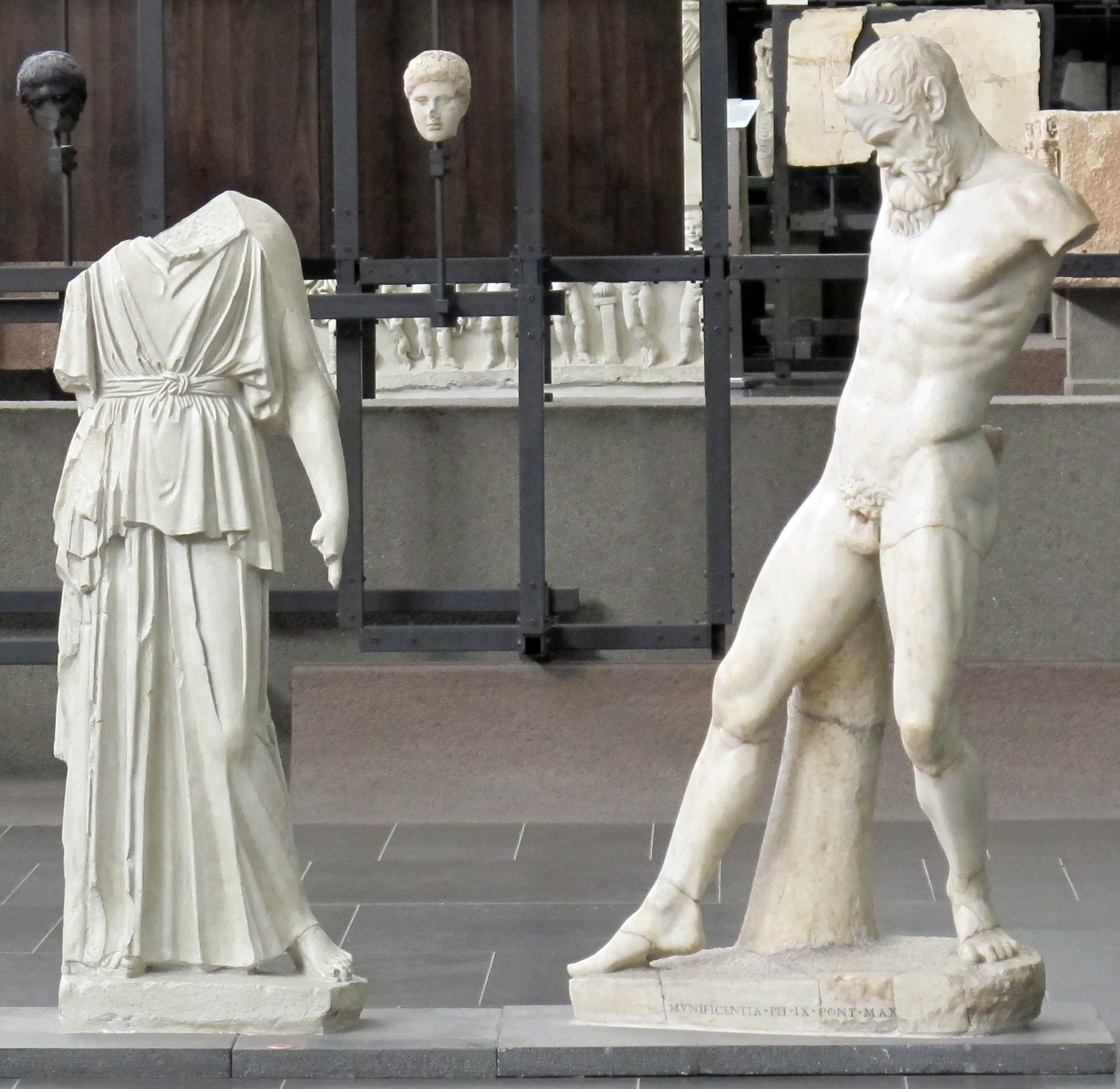
Athena-Marsyas-Gruppe, Museo Gregoriano Profano, Rom

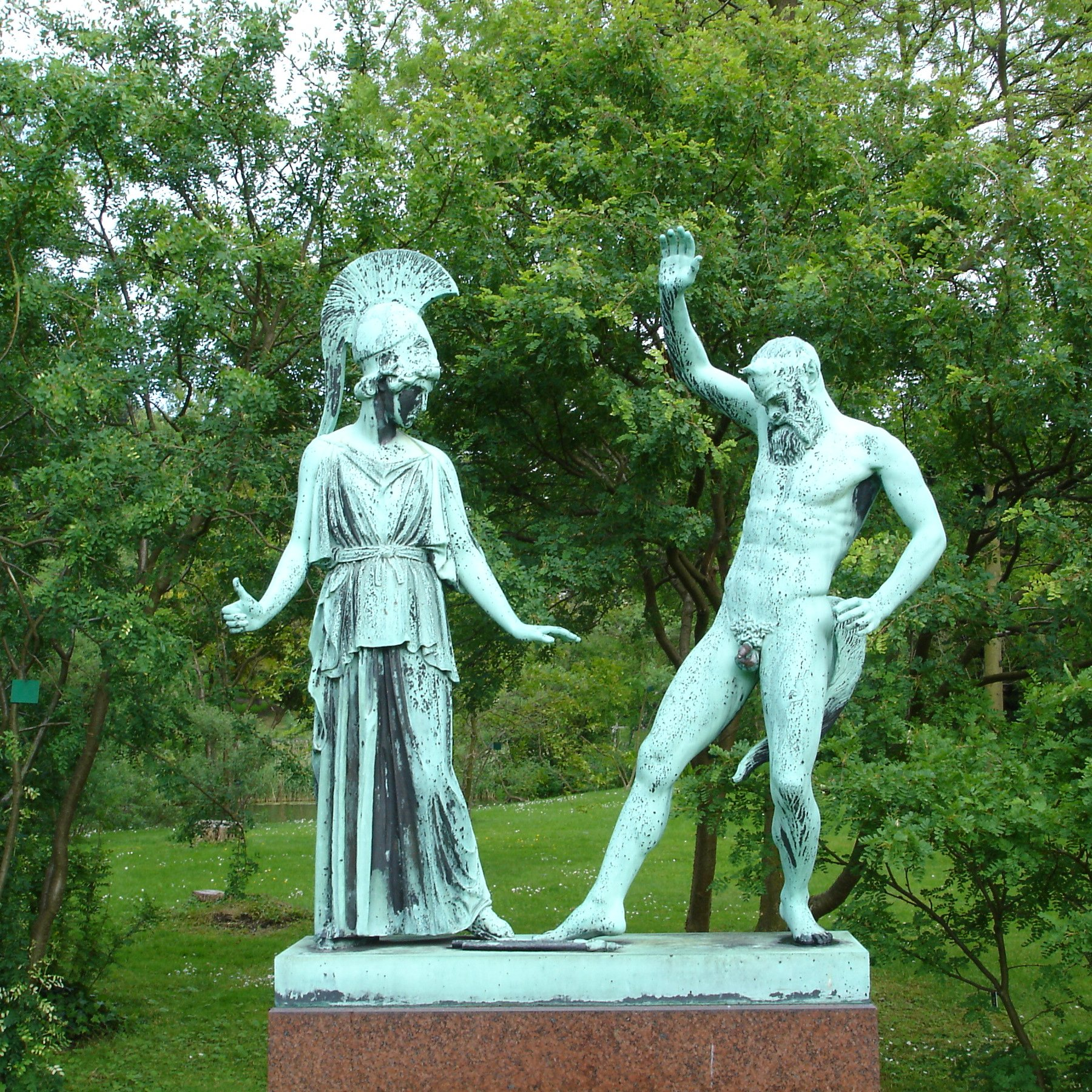
Athena-Marsyas-Gruppe im Botanischen Garten in Kopenhagen

Der Marsyas-Mythos ist, mutmaßlich, eine Variante der in der Antike weit verbreiteten Hybris-Allegorie, wo Halbgöttliches oder Sterbliches sich über Göttliches (Vollkommenes, Zeitloses) erheben will und zum Teil grausam bestraft wird (zu Stein oder Tier verwandelt, mit Wahnsinn geschlagen, mit Eselsohren versehen usw.).
Hybris war nach alter Vorstellung eine Nymphe, die mit Zeus den Gott Pan zeugte. Marsyas, hier mit Pan in antiken Darstellungen häufig gleichgesetzt, aber ohne die Attribute des Gottes, scheint darum eher ein Gleichnis für die verstandlosen Triebe des Menschen zu sein. Illustriert wird die Hybris hier am Beispiel der Kunst. Die Künste waren im altgriechischen Verständnis die höchste Ausdrucksform des Wettstreits (des Agon), da nur sie die Fertigkeit (τέχνη téchnē) mit der Weisheit (σοφία sophía) verbanden. Die Musen treten zum Teil selbst in den Wettstreit, teils üben sie das Richteramt in der Kunst aus. Die Weisheit (Athene) erfindet zwar die Kunst, hier die Flöte, ihr Ausüben aber, also das Kunstwerk, ist gegen ihr (ruhendes) Wesen – im Gleichnis verzerrt das Kunstwerk-Machen (poein) die Züge der Göttin des Geistes. Die Begierden (Marsyas) folgen der Lust nach Anerkennung, die sich im Agon ausdrückt. Der Wahn der Lust, sie könne sich im Werk über Vergängliches erheben, so alt wie die Kultur, fällt unter das gnadenlose Gericht der Musen und Apollons.
Der Marsyas-Mythos ist wohl keine Darstellung gegen das Kunstwerk an sich, sondern gegen den Künstler, der das Werk nicht mit Demut und Unterwerfung macht, dessen Werk also nicht Ausdruck von Demut ist. Die berühmten Anfänge der abendländischen Dichtung bei Homer werden oft in diesem Sinne gedeutet: „Sage mir Muse“; „Vom Zorn singe, o Göttin“. Die Ablehnung des Willens des Künstlers ist seither immer wieder ausgedrückt worden. Etwa als Paradox von Michelangelo: „Ich möchte wollen, Herr, das nicht von mir Gewollte.“ Ähnlich aber auch etwa Paul Cézanne: „Aber wenn er [der Künstler] dazwischenkommt, wenn er es wagt, der Erbärmliche, sich willentlich einzumischen in den Übersetzungsvorgang, dann bringt er nur seine Bedeutungslosigkeit hinein, das Werk wird minderwertig.“ Und an anderer Stelle: „Um das zu malen muß dann das Handwerk einsetzen, aber ein demütiges Handwerk, das gehorcht und bereit ist, unbewusst, zu übertragen.“
Der Mythos ist außerdem ein Aition für eine in der phrygischen Stadt Kelainai aufgehängte und ausgestellte Menschenhaut (vgl. Herodot 7,26).
Nach Ulrich von Wilamowitz-Moellendorff zeigt der Mythos die attische Geringschätzung der phrygischen Flöte und die Überlegenheit der eigenen und vornehmen Kithara. Die klassische Darstellung des Myron in der um 450 v. Chr. geschaffenen Athena-Marsyas-Gruppe zielt auf genau diesen Zusammenhang von Weisheit (Athene, Apollon, Kithara) und Begierde (Marsyas, Flöte). Die Schindung ist somit auch ein Symbol der Katharsis, d. h., die irdische Hülle muss unter Schmerzen abgestreift werden, um zu einer höheren Erkenntnisform zu gelangen. Um sich zu vergeistigen, muss das Naturwesen aller Lust entsagen; freudianisch gesprochen handelt es sich um den schmerzhaften Sieg des Realitätsprinzips über das Lustprinzip.

## Darstellungen in der Kunst
Mithilfe römischer Kopien, insbesondere der Marmorkopie aus dem Lateran in Rom, wurde die ursprüngliche klassische Version der myronischen Gruppe rekonstruiert. Auch von dieser Figurengruppe wurden Kopien zu dekorativen Zwecken in Haus- und Gartenanlagen verwendet. Eine Bronzerekonstruktion der Myron-Gruppe befindet sich in der Liebieghaus Skulpturensammlung in Frankfurt am Main. Im Inneren des Museums befindet sich der antike Alberici-Sarkophag, der die Häutung des Marsyas zeigt.
In der römischen Welt wurde Marsyas als Symbol für die Freiheit gedeutet, sowohl die Redefreiheit (Parrhesia) wie auch die politische Freiheit. Bereits ab dem frühen 3. Jahrhundert v. Chr. befand sich eine Marsyas-Statue auf dem Forum Romanum. Der römische Gelehrte Servius erklärt in seinem Aeneis-Kommentar, eine solche Statue fände sich auf den Marktplätzen verschiedener anderer Städte, wo sie mit ihrer erhobenen Hand bezeuge, dass es der betreffenden Bürgergemeinde an nichts fehle („erecta manu testatur nihil urbi deesse“).
Die Szene mit der Häutung des Marsyas fand unter anderem auch in der Renaissance durch den Maler Tizian 1570–1576 ihre Rezeption. Auch in späteren Kunstepochen kommt dieses Motiv vor. Jusepe de Ribera zum Beispiel verwendet dieses Motiv gleich mehrfach.
Eine moderne Form des Marsyas hat Alfred Hrdlicka geschaffen.

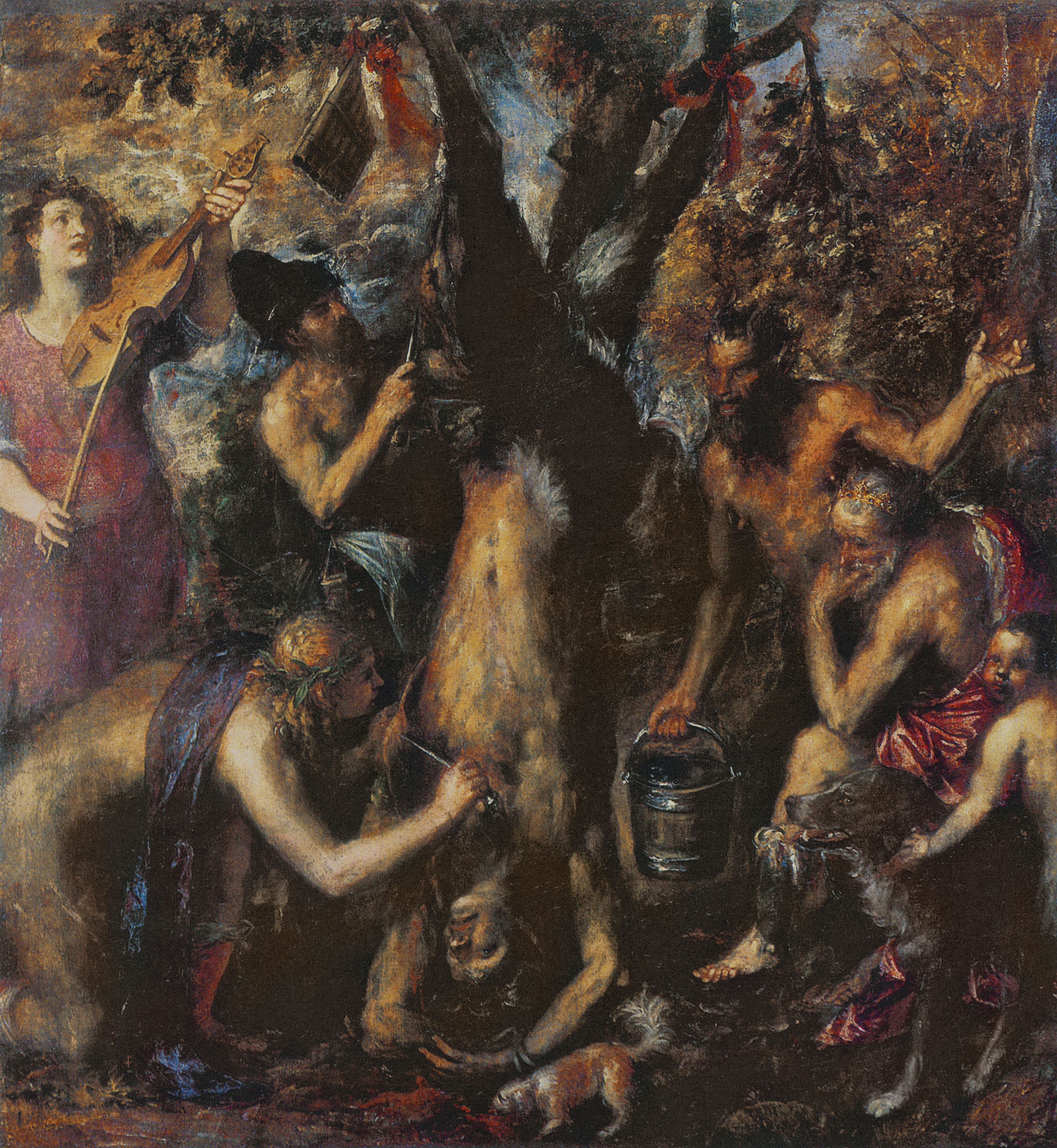
Die Häutung des Marsyas (Gemälde von Tizian)
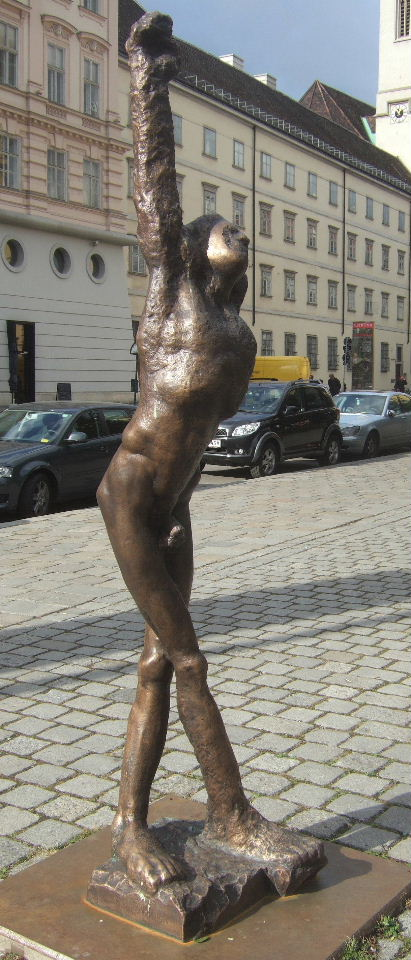
Marsyas I (Alfred Hrdlicka, 1955/1957–1962)